# Betoncourt-lès-Brotte
Betoncourt-lès-Brotte település Franciaországban, Haute-Saône megyében. Lakosainak száma 114 fő (2022. január 1.). Betoncourt-lès-Brotte Brotte-lès-Luxeuil és Genevrey községekkel határos.

## Népesség
A település népességének változása:
| Lakosok száma | 116  | 118  | 119  | 122  | 126  | 126  | 122  | 118  | 114  |
|               | 2013 | 2015 | 2016 | 2017 | 2018 | 2019 | 2020 | 2021 | 2022 |